# Булка
Булка (турчинак, дивљи мак) или лат. Papaver rhoeas је једногодишња, ређе двогодишња зељаста биљка из породице макова (Papaveraceae).
Стабљике су усправне, једноставне или слабо разгранате и покривене длакама, а листови јајасти, сивозелени и покривени стршећим, оштрим длакама. Цветови су крупни (пречника до 10 cm), упадљиви, на дугачким дршкама надоле нагнути, тамноцрвене, светлоцрвене или ређе беле боје. Круничних листића има четири и врло су нежни, танки често при дну тамнији. Плод је чахура лоптастог облика испуњена многобројним, ситним, плавосивим, бубрежастим семенима. 
У свежем стању ова биљка је отровна, али зато суви цветови и зрела семена, када се конзумирају у нормалним количинама, не могу бити штетне. Садржи безопасне алкалоиде за разлику од свог сродника, мака (Papaver somniferum), који је богат морфином и другим опијумским алкалоидима. Поред алкалоида садржи још и црвену боју, органске киселине, горке супстанце, танине, скроб, а најлековитија материја у булки је слуз и налази се у цветовима.
При сушењу круничних листића (само се тај део цвета користи) не треба их превише додиривати јер тада губе лековита својства и мењају боју, односно поплаве. Од њих се справљају сирупи и чајеви, а користе се и за бојење вина, ракије и других напитака. Семена се, осим за лечење, користе и као зачин за посипање пецива и колача којима дају пријатан мирис и укус.  Чауре се беру тек када је семе потпуно зрело. 
Булка се користи углавном у народној медицини за лечење обољења и сметњи дисајних органа, желуца и душевних болести. Чајеви и сирупи на бази ове биљке смирују кашаљ, помажу искашљавање, помажу код прехладе и упале грла, крајника и плућа, хроничног бронхитиса и астме. Крунични листићи побољшавају варење, смирују грчеве и болове у желуцу, а заједно са семеном делују смирујуће па помажу код депресија, неурозе и несанице.

## Галерија
- цвет булке
- поље булки